# Psicohistòria (Asimov)
La psicohistòria és una ciència fictícia desenvolupada pel personatge Hari Seldon a la saga La Fundació d'Isaac Asimov que combina història, sociologia i estadística matemàtica per fer prediccions generals sobre el comportament futur de grups molt grans de persones, com l'Imperi Galàctic. Segons aquesta teoria, l'ésser humà individual és imprevisible, però les reaccions de les masses humanes, segons que descobrí Seldon, poden ser tractades matemàticament. Es va introduir per primera vegada en els quatre relats breus (1942-1944), que després serien recollits com a novel·la a La Fundació de 1951.

## Axiomes
La psicohistòria deriva de la idea que, tot i que no es pot preveure l'acció d'un individu en concret, les lleis d'estadístiques aplicades a grans grups de persones podrien predir el flux general d'esdeveniments futurs. Asimov va utilitzar l'analogia amb un gas: Un observador té grans dificultats per predir el moviment d'una sola molècula d'un gas, però amb la teoria cinètica es pot predir l'acció del gas en massa a un alt nivell de precisió. Asimov va aplicar aquest concepte a la població del seu Imperi Galàctic fictici, que era d'un trilió de persones. El personatge responsable de la creació de la ciència, Hari Seldon, va establir dos axiomes
- La població el comportament de la qual s'estudia ha de ser prou gran
- Cal que la població ignori del tot els resultats de l'aplicació d'anàlisis psicohistòriques perquè, si n'és conscient, el grup canviaria el seu comportament.

Ebling Mis va afegir els axiomes següents:
- No hi haurà cap canvi fonamental a la societat
- Les reaccions humanes als estímuls es mantenen constants.

Golan Trevize a Fundació i Terra va afegir aquest axioma:
- Els humans som l'única consciència intel·ligent de la galàxia.

## Origen del concepte
El concepte de psicohistòria sembla que podria haver estat inventat per Nat Schachner, un escriptor que Isaac Asimov admirava, en una novel·la titulada L'arma suprema (títol original en anglès: Beyond all weapons), que tracta d'un dictador, al qual s'oposa el protagonista, John Martin, professor de psicohistòria a la universitat de la capital, Megalon. La novel·la es va publicar en el número de novembre de 1941 de la revista Astounding stories. Hauria aparegut, per tant, una mica abans que Asimov publiqués la seva narració associada al concepte. A la novel·la de Schachner el concepte de psicohistòria és l'element central de la narració: d'una banda governa el dictador que es fa dir el Director, el qual governa gràcies a la seva policia, les SSS (Servei de Seguretat Secreta) des del seu palau edificat en un noiu d'àliga, i de l'altra banda, unprofessor d'història, dissortadament (o sortosament) hospitalitzat en el moment que el Director pren el poder, cosa que li impedeix formar part de la resistència abans d'ésser derrotda, a diferència del seu germà (mort durant els enfrontaments). Malgrat haver jurat fidelitat al nou règim, és sospitós de fomentar un complot, però no el poden agafar mai en flagrant delicte. Tot i això, creix un rumor, malgrat tots els esforços del règim, sobre l'arribada d'un home providencial (provinent de l'espai), que enderrocarà el règim. Al final, la revolució s'inicia gràcies a aquest rumor, creat des de zero per John Martin, el psicohistoriador, i derroca el dictador.

## La Prima Radiant
Asimov presenta la Prima Radiant, un dispositiu dissenyat per Hari Seldon i construït per Yugo Amaryl, com a emmagatzematge de les equacions psicohistòriques que mostren el desenvolupament futur de la humanitat.
El Primer Radiant projecta les equacions en parets d'alguna manera inexplicable, però no llança ombres, permetent així als treballadors una fàcil interacció. El control funciona mitjançant el poder de la ment, permetent a l'usuari fer zoom fins als detalls de les equacions i canviar-les. Es pot fer anotacions, però per convenció totes les esmenes es mantenen anònimes.
Un estudiant destinat a la parlació ha de presentar una modificació al pla. Cinc taulers diferents comproven rigorosament les matemàtiques. Els estudiants han de defensar les seves propostes davant atacs concertats i sense pietat. Després de dos anys, el canvi es torna a revisar. Si després del segon examen, encara es fa més gran, la contribució passa a formar part del pla de Seldon.
El Radiant, a més de ser interactiu, utilitza un tipus de codificació de colors amb equacions dins d'ella per a una comprensió llarga per part dels psicohistòrics.
- Els Seldon Black són les equacions originals del Pla Seldon desenvolupades per Seldon i Amaryl durant les quatre primeres dècades del treball de Seldon a la Universitat de Streeling, i defineixen la Crisis de Seldon, la durada del Pla i la celebració del Segon Imperi Galàctic.
- El Speaker Red són complements al pla dels altaveus (psicohistòrics mentals sèniors de la Segona Fundació) des del temps de Seldon.
- El Devia Blue s'observen desviacions allunyades de les projeccions psicohistòriques amb una desviació superior a 1,5 desviació estàndard dels resultats previstos (1,5 σ). L'era de les desviacions, a l'augment del mul va produir desviacions en el Pla de Seldon que superava entre 5 i 10 sigmes, i la resolució d'aquest període va requerir un segle complet de treball per part de la Segona Fundació per retornar la Galàxia al Pla.

Els fans els han imaginat altres colors, i citats per Asimov, com ara:
- El Notation Green - addicions de treballs científics pertinents adjunts a les troballes (Cap a la Fundació)
- La Projection Purple: útil per determinar els límits de les futures equacions del Speaker Red, utilitzant projeccions d'esdeveniments respecte a un esquema de Seldon Negre molt incomplet però encara monumental. Una eina de les tres primeres generacions de psicohistòrics després de Seldon, i al segle V del Pla una eina d'ensenyament com a màxim. (Cap a la Fundació)

## Desenvolupament
En la seva carrera posterior, Asimov va descriure alguns orígens històrics (pre-Seldon) de la psicohistòria. A The Robots of Dawn (1983), que va tenir lloc milers d'anys abans de la Fundació (1951), descriu els intents del robotista Han Fastolfe de crear la ciència a partir d'una observació acurada d'altres persones, particularment de la seva filla Vasília. Prelude to Foundation (1988) suggereix que un dels robots de Fastolfe, R. Daneel Olivaw, va manipular Seldon a l'aplicació pràctica d'aquesta ciència.

## En jocs de rol
La psicohistòria apareix al joc de rol de ciència-ficció del viatger, llançat el 1977. La raça alienígena coneguda com a Hivers utilitza una extensa manipulació d'altres cultures basada en dades psicohistòriques per assolir els seus propis objectius. Els rumors atribueixen l'assassinat de l'emperador Strephon del Tercer Imperi a una manipulació d'Hiver basada en dades psicohistòriques que indiquen la eventual caiguda del Tercer Imperi. Els humans de l'entorn també han intentat utilitzar la psicohistòria, però amb menys habilitat o èxit; les Supressions psioniques (que van convertir l'opinió pública dins de l'Imperium humà contra aquells amb habilitats mentals paranormals, obligant-les a amagar-se) van resultar, desconegudes per a la majoria, d'un experiment en psicohistòria que es va descontrolar i va anar molt més lluny del que pretenien els experimentadors.